# Cyrtoneurina flaviantennata
Cyrtoneurina flaviantennata är en tvåvingeart som beskrevs av Márcia Souto Couri 1982. Cyrtoneurina flaviantennata ingår i släktet Cyrtoneurina och familjen husflugor. Inga underarter finns listade i Catalogue of Life.